# The Searchers
The Searchers (prt: A Desaparecida; bra: Rastros de Ódio) é um filme Technicolor VistaVision de faroeste americano de 1956, dirigido por John Ford, baseado no romance de mesmo nome de Alan Le May de 1954, e estrelado por John Wayne como um veterano da Guerra Civil de meia idade que passa anos procurando sua sobrinha sequestrada (Natalie Wood), acompanhada por seu sobrinho adotivo (Jeffrey Hunter). O crítico Roger Ebert descreveu o personagem de Wayne, Ethan Edwards, como "um dos personagens mais convincentes que Ford e Wayne já criaram".
O filme foi um sucesso comercial. Desde a sua publicação, passou a ser considerada uma obra-prima e um dos maiores e mais influentes filmes já realizados. Foi nomeado como o maior filme western americano pelo American Film Institute em 2008, e colocou o 12º na lista de 2007 da organização dos 100 maiores filmes americanos de todos os tempos. Entertainment Weekly também o nomeou como o melhor western. A revista Sight & Sound do British Film Institute classificou-o como o sétimo melhor filme de todos os tempos com base em uma pesquisa internacional de críticos cinematográficos de 2012 e, em 2008, a revista francesa Cahiers du Cinéma classificou The Searchers 10° lugar em sua lista dos 100 melhores filmes já feitos.
Em 1989, The Searchers foi considerado "culturalmente, historicamente, ou esteticamente significativo" pela Biblioteca do Congresso dos Estados Unidos e selecionado para preservação em seu National Film Registry; Foi na primeira coorte de filmes selecionados para o registro.

## Sinopse
Em 1868, o veterano ex-oficial confederado Ethan Edwards retorna da Guerra Civil Americana e vai para o rancho de seu irmão na zona rural do Texas. Pouco tempo depois de sua chegada, os Comanches matam seu irmão e sua cunhada e raptam as duas filhas, uma delas ainda menina. Com a ajuda do filho adotivo de seu irmão, Martin Pawley, mestiço índio, Ethan, que odeia todos os ameríndios, começa a perseguir os Comanches para resgatar as sobrinhas. Para ele e também para os que o cercam (exceto Martin), é melhor "certificar-se" de que elas estão mesmo mortas e não vivas e abusadas pelos selvagens.
Ethan se mostra obcecado e próximo de psicótico em sua perseguição, havendo suspeitas de que seu amor pelas sobrinhas se deve ao fato de ter amado a mãe delas, a esposa de seu irmão. Mais tarde, Ethan encontra o corpo assassinado da mais velha, Lucy. Recrudescem os esforços na busca da mais nova, Debbie. A procura tomará mais cinco longos anos.

## Elenco
- John Wayne como Ethan Edwards
- Jeffrey Hunter como Martin Pawley
- Vera Miles como Laurie Jorgensen
- Ward Bond como Rev. Capt. Samuel Johnson Clayton
- Natalie Wood como Debbie Edwards (crescida)
- John Qualen como Lars Jorgensen
- Olive Carey como Sra. Jorgensen
- Henry Brandon como Chefe Cicatriz (Scar)
- Ken Curtis como Charlie McCorry
- Harry Carey, Jr. como Brad Jorgensen
- Antonio Moreno como Emilio Gabriel Fernandez y Figueroa
- Hank Worden como Mose Harper
- Beulah Archuletta como Wild Goose Flying in the Night Sky
- Walter Coy como Aaron Edwards
- Dorothy Jordan como Martha Edwards
- Pippa Scott como Lucy Edwards
- Lana Wood como Debbie Edwards (jovem)
- Robert Lyden como Ben Edwards (não-creditado)
- Patrick Wayne como Ten. Greenhill
- Peter Mamakos como Jerem Futterman (não-creditado)
- William Steele como Nesby, membro ferido do posse (não-creditado)

## Produção
The Searchers foi a primeira produção de C.V. Whitney; Foi dirigido por John Ford e distribuído pela Warner Brothers. Embora o filme tenha sido estabelecido principalmente nas planícies (Llano Estacado) do noroeste do Texas, ele foi filmado em Monument Valley, Arizona/Utah. Cenas adicionais foram filmadas em Mexican Hat, Utah, em Bronson Canyon em Griffith Park, Los Angeles e em Alberta. O filme foi filmado no processo widescreen VistaVision. Ford originalmente queria lançar Fess Parker, no papel de Jeffrey Hunter, mas Walt Disney, a quem Parker estava contratado, recusou-se a permitir e não contou a Parker sobre a oferta, de acordo com a entrevista filmada de Parker para o Archive of American Television. Parker disse retrospectivamente que isso foi facilmente a pior reversão de sua carreira.
The Searchers é o primeiro de apenas três filmes produzidos por C. V. Whitney Pictures de Cornelius Vanderbilt Whitney; O segundo foi The Missouri Traveler em 1958 com Brandon deWilde e Lee Marvin, e o último foi The Young Land em 1959 com o filho de Wayne, Patrick Wayne e Dennis Hopper.

## Contexto histórico
Vários críticos de cinema sugeriram que The Searchers se inspirou no seqüestro de 1836 de Cynthia Ann Parker, de nove anos de idade, por guerreiros Comanche que invadiram a casa de sua família em Fort Parker, Texas. Ela passou 24 anos com os Comanches, se casou com um chefe de guerra e teve três filhos (um dos quais era o famoso Chefe Comanche, Quanah Parker), apenas para ser resgatado contra a vontade por Texas Rangers. James W. Parker, o tio de Cynthia Ann, gastou grande parte de sua vida e fortuna no que se tornou uma busca obsessiva por sua sobrinha, como Ethan Edwards no filme. Além disso, o resgate de Cynthia Ann, durante um ataque Texas Ranger conhecido como a Batalha de Pease River, lembra o resgate de Debbie Edwards quando os Texas Rangers atacam a aldeia de Scar. A história de Parker foi apenas um dos 64 casos reais de abduções de crianças do século 19 no Texas, que o autor Alan Le May estudou enquanto pesquisava o romance no qual o filme se baseava. Suas notas de pesquisa sobreviventes indicam que os dois personagens que buscam uma menina desaparecida foram inspirados por Brit Johnson, que resgatou sua esposa e filhos capturados pelos Comanches em 1865.. Depois, Johnson fez pelo menos três viagens ao Território Índio e ao Kansas procurando implacavelmente por outra menina sequestrada, Millie Durgan (ou Durkin), até que os incursores de Kiowa o mataram em 1871.
O final do romance de Le May contrasta com o filme, com Debbie, chamada de Dry-Grass-Hair pelos Comanches, correndo dos homens brancos e dos índios. Marty, em uma etapa final de sua pesquisa, encontra seus dias depois, só depois de ter desmamado a exaustão.
No filme, o grupo de Comanches de Scar é conhecido como o Nawyecka, corretamente o Noyʉhka ou Nokoni, o mesmo grupo que sequestrou Cynthia Ann Parker. Alguns críticos de cinema especularam que o modelo histórico para o ataque de cavalaria em uma vila de Comanche, resultando na morte de Look e na tomada de prisioneiros de Comanche para um cargo militar, era a conhecida Batalha de Washita River, 27 de novembro de 1868, quando a 7ª Cavalaria dos EUA do Tenente Coronel George Armstrong Custer atacou o campo Cheyenne da Black Kettle no rio Washita (perto do Cheyenne atual, Oklahoma). A seqüência também se assemelha à Batalha do Forte Norte do Rio Vermelho de 1872, na qual a 4ª Cavalaria capturou 124 mulheres e crianças comanches e as aprisionou em Fort Concho.